# Вълковия (община Бървеница)
Вижте пояснителната страница за други значения на Вълковия.
Вълко̀вия или Волко̀вия (срещат се и вариантите Вълковие/Волковие, на македонска литературна норма: Волковија; на албански: Vollkovija) е село в Северна Македония, в община Бървеница.

## География
Вълковия е разположена в областта Горни Полог, на десния бряг на Вардар в подножието на планината Сува гора. Селото е от сбит тип. Махалите му са Горна, Долна и Люманоска.

## Етимология
Според „Българския етимологичен речник“ името е от вълк и изчезнало съществително вѝя, виене, надаване на вой, образувано от глагола вѝя и наставката -ия – подобно на местното име Градобѝя, благословѝя, носѝя, просѝя, съсипѝя.

## История
| “ | Явна благодарность, Бълг. училищно Настоятелство въ Гостивар, съ настоящето сърдечно благодари на долупоменатитѣ г-да г-да за дѣто по случай прѣдстоящия градежъ на градското ни училище притекоха се на помощъ както слѣдва: Отъ града: свещ. Григорий п. Трифоновъ, 54 гр. ток., Андрея О. Гашевъ, механджия, 268 гр. ток., Михаил Н. Поленакъ, калайджия 216 гр. т., Захарий Новевъ, гл. учитель 124 гр. т., Китанъ Траяновъ, ракиджия 62 гр. т., Петре Веляновъ, касапъ 62 гр. т., Симо Андрдовъ, търговецъ 69 гр. т., Василъ Атанасовъ, учитель 62 гр. т., Тома п. Григоровъ, учитель 54 гр. т., Климе Костовъ, търговецъ 46 гр. т., Петре Игновъ, ракиджия, 46 гр. т., Никола х. Ивановъ, ракиджия 54 гр. т., Филе Новачевъ, механджия 54 гр. т., Елисей Филевъ, търговецъ, 54 гр. т., Аврамъ Илиевъ, терзия 54 гр. т., Мито Силяновъ, самарджия 54 гр. т., Георгия Китановъ, механджия 46 гр. т., Миланъ и Лазо, Керестеджий 46 гр. т., Томо Тимосиевъ, кондураджия 40 гр. т., Ефтимъ Шекеровъ, терзия 46 гр. т., Гйошо Гашевъ, ракиджия 46 гр. т., Никола Китановъ, абаджия 30 гр. т., Душанъ Дъмковъ, терзия 30 гр. т., Тоде Гаревъ, ракиджия 30 гр. т., Йованъ Смиляновъ, тенекеджия 23 гр. т., Стоянъ Михайловъ, кондураджия 23 гр. т., Тодоръ Ср[]липовъ, хлѣбаръ 23 гр. т., Гаврилъ Китановъ, терзия 23 гр. т., Христо Димитровъ, коюнджия 23 гр. т., Христо Спасовъ, учитель 23 гр. т., Тано Радевъ, бакалинъ 23 гр. т., Тоде Атанасовъ, ракиджия 11:20 гр. т., Несторъ Анастасовъ, ханджия 11:20 гр. т., Ристо Митревъ, хлѣбаръ 5 гр. т., Атанаско Цвѣтковъ, самарджия 3 гр. т. и Коста 11:20 гр. т. Отъ с. Вълковия (Тетовско): свещ. Сотиръ Кузмановъ 54 гр. т., Груно Матовъ 46 гр. т., Танче Стойковъ 23 гр. т., Карафилъ Тръпушковъ 23 гр. т., Илко Стефановъ 12 гр. т., Мако Илиевъ 23 гр. т., Илче Георгиевъ 12 гр. т., Давидъ Стефановъ 23 гр. т., Цѣно Кузмановъ 12 гр. т., Аврамъ Теофилйовъ 23 гр. т., Мено Митовъ 23 гр. т. Да живѣятъ подобни родолюбци и дано Богъ ги възнагради стократно! Настоятелството счита за свой отечественъ дългъ да напомни и на ония наши българи въ странство, които сѫ били поканени писменно да поднесатъ лептата си за горѣказаната цѣль и се озоватъ повъзможностъ поскоро на поканитѣ. гр. Гостирваръ Отъ Настоятелството 27ий априлий 1910 год. | ” |
|   | |   |

Смята се, че селото се споменава за пръв път в писмен извор от 1348 година под името Влковно. Към XIV век край селото функционира манастир „Свети Георги“, който е разрушен от някой си Синан паша след 1550 година, заедно със селото. Според Йован Трифуноски Вълковия е възстановена през втората половина на XVIII век. Първите родове са Пейовци (Чучевци) и Илковци. Пейовци дошли от Тумчевище, но има твърдения, че са от Охридско. След тях се заселват Майсторовци (Арсовци) и Трипуновци (Руклевци) от Гайре, Джидаковци (Илчевци), Бокевци (Цинцарои) от Крушевско, Аврамовци, Стефановци (Кокалевци) от Сретково, Стойковци (Батевци), Кольовци, Пучаковци, Шабановци и други.
В края на XIX век Вълковия е българско село в Тетовска каза на Османската империя. 
В 1868 година свещеникът Йован Деспотов и Кузман Търпев от Волковия са спомоществуватели за белградското издание на „Поучително евангелие“ на Софроний Врачански.
Андрей Стоянов, учителствал в Тетово от 1886 до 1894 година, пише за селото:
| „ | С. Волковия. — Близо до Волковие има развалини отъ старъ монастиръ, който се е казвалъ Св. вм. Георгий. Пръснати книги на този монастирь се е мѫчилъ да ги събере блаженопочивший дѣдо Кирилъ Пейчиновичъ въ своя монастиръ въ Лѣшокъ. Всѣка година на Гергйовъ день при развалинитѣ на вълковския монастиръ се събира много народъ отъ всичко Тетовско; въ този день при монастирскитѣ развалини вълковци колятъ курбанъ, а священника имъ, заедно съ Стенечкитѣ священници, святяватъ вода, а по нѣкога и масло. Месото на курбана се вади и яде тукъ, подиръ което се изиграватъ много хора и дори вечерьта народа се разижда. Въ Вълковие горнето празднество се казва „соборъ“, а въ другитѣ тукашни села тѣзи сѫщитѣ празднества, съпровождани съ коляние курбанъ, или и безъ него, както в с. Елошникъ, се казватъ „ордия“. По нѣкой пѫть вълковци колятъ курбанъ и на Спасовъ день. | “ |

В 1896 година Гьорче Петров отбелязва, че някога Вълковие е било твърде богато село, земята им е добра и хората са работни, но селото е западнало и мнозина са принудени да ходят на гурбет или да се изселват в Тетово поради зулумите на съседите им арнаути и големите лихви и икономическото им поробване от местни спахии.
Според статистиката на Васил Кънчов („Македония. Етнография и статистика“) от 1900 година Вълковие е село, населявано от 640 жители българи християни.
Цялото население на селото е под върховенството на Българската екзархия. По данни на секретаря на екзархията Димитър Мишев („La Macédoine et sa Population Chrétienne“) в 1905 година във Вълковия има 600 българи екзархисти и в селото функционира българско училище.
През учебната 1899/1900 година българското училище се посещава от общо 57 ученици, от които 18 ученички и 39 ученици. 
Голямото българско екзархийско село е стожер на българщината в Полога и в началото на века е чест обект на нападения от страна на сръбските чети в района.
В 1912 година лидерът на албанското въстание в Тетовско Мехмед паша Дерала налага на българите в Тетово 700 лири данък, а на българските села Вълковия и Стенче – 300.
При избухването на Балканската война 9 души от Вълковия са доброволци в Македоно-одринското опълчение. След Междусъюзническата война селото остава в Сърбия. 
По време на българското управление на Вардарска Македония през Първата световна война Вълковия е център на община в Тетовска околия и има 792 жители.
Според Афанасий Селишчев в 1929 година Волковия е село в Стенчевска община в Долноположкия срез и има 103 къщи с 1004 жители българи.
През 1947 година в селото има 18 рода, разпределени в 132 къщи.
Според преброяването от 2002 година селото има 270 жители македонци.

## Личности
Родени във Вълковия
- Атанас Алексов – Чачето (1888 – 1905), български революционер от ВМОРО
- Блаже Мойсов Стефановски-Кокале, български революционер, деец на ВМОРО
- Бецко (Бъцко) Илчев, македоно-одрински опълченец, 1-а рота на 5-а одринска дружина; 21.VII.1913г г. - 10.VIII. 1913 г.[17]
- Димитър Стоянов Симеонов, македоно-одрински опълченец, 1-а рота на 2-а Скопска дружина; 1.X.1912 г. - неизвестно[18]
- Жотир Мицев Ноев, македоно-одрински опълченец, 1-а рота на 2-а Скопска дружина; 20.IX.1912 г. - неизвестно [19]
- Кръстьо Каравелов, македоно-одрински опълченец, 30-годишен; млекар; IV отделение; 1-а рота на 10-а Прилепска дружина; 21.X.1912 - неизвестно; носител на орден „За храброст“ IV степен[20]
- Младен Минев Савов, македоно-одрински опълченец, 17-годишен; бозаджия; IV отделение; 1-а рота на 2-а Скопска дружина; 18.IX.1912 г. - неизвестно[21]
- Петко Дабески (р. 1939), северномакедонски поет
- Раде Стефанов Илиев, македоно-одрински опълченец, 18-годишен; бозаджия; III- отделение; 1-а рота на 2-а Скопска дружина; 20.IX.1912 г. - неизвестно; ранен на 18.VI.1913 г. [22]
- Сотир Кузманов, български екзархийски свещеник погребан е в олтара на църквата „Свети Мина" в селото.
- Сотир Мицов Новев, македоно-одрински опълченец, 27-годишен; 1-а рота на 2-а Скопска дружина; 1.X.1912 г. - неизвестно[23]
- Спиро Ефтимовски (1880-1952), български екзархийски свещеник
- Тодор Билбилов Спиров, македоно-одрински опълченец, 1-а рота на 2-а Скопска дружина; Сборна партизанска рота - МОО; 20.IX.1912 г. - 10.VIII.1913 г.[24]
- Тодор Спиров, деец на ВМОРО, четник на Никола Андреев[25][26]
- Угрин Стефанов Илиев, македоно-одрински опълченец, 27-годишен; 1-а рота на 2-а Скопска дружина; 20.IX.1912 г. - 26.I.1913 г.[27]